# Warhammer 40 000
A Warhammer 40 000 (vagy másképp Warhammer 40K vagy 40K) a brit Games Workshop játékkiadó futuristic-fantasy-univerzuma, amelyre táblás és számítógépes játékok, valamint könyvek egész sora épül. A Warhammer 40000 stratégiai játék 1987-ben jelent meg, és azóta tíz kiadást ért meg.
A távoli jövőben játszódó játék disztópikus univerzuma, futurisztikus fegyverzettel ellátott játékfigurákkal, fantasztikus lényekkel és harci járművekkel vívott csatákban elevenedik meg.

## Táblás játék
A játék a 41. évezred kitalált univerzumának hadseregei között dúló háborúkat eleveníti meg miniatűr figurákkal, melyek futurisztikus katonákat, lényeket és harcjárműveket ábrázolnak. A csaták modellezésére részletes szabályrendszer szolgál, mely jelenleg a kilencedik kiadásnál tart. Az egyes frakciók, fajok mind különálló egységekkel, speciális szabályokkal előnyökkel és hátrányokkal rendelkeznek. Az alapkönyv mellett külön könyvek (kódex vagy seregkönyv) mutatják be az egyes fajokat. A miniatűr, gyűjthető és festhető figurák (egy átlagos figura 2-15 cm magas) egy-egy lényt jelképeznek a csatamezőn.

## Háttér

### Világ
A Warhammer 40 000 játékvilágát legkönnyebben gótikus sci-fi-fantasy univerzumként jellemezhetjük, a jelentől hozzávetőlegesen 38 991 évvel egy elképzelt jövőbe, a 41. évezredbe helyezve. A technológia egyes embereknek lehetővé teszi hogy száz évnél jóval tovább éljenek, néhánynak akár évezredekig, habár a meghosszabbodott élet ára rendszerint valamiféle összeolvadás gépekkel, ami által sokat veszítenek "emberi" mivoltukból.
Az egyik központi és legnépszerűbb eleme a Warhammer 40 000-nek az űrgárdisták (Space Marines) akik anakronisztikus keveréke a genetikailag felerősített hatalmas tűzerejű szuperkatonáknak és a fanatikus, az Istencsászárhoz tántoríthatatlanul hűséges keresztes lovagoknak.
Ezek a harcosok az elit védői az emberiség birodalmának, egy antiutópisztikus, az egész galaxist átszelő birodalomnak. A Birodalmat általában a megszámlálhatatlan jelzőkkel írják le – míg az űrgárdisták egy rendkívül ütőképes, de kis számú különleges haderő, a birodalom haderejének jelentős részét a több százmilliárd normál katonát tartalmazó Birodalmi Őrség/Birodalmi Gárda (Imperial Guard – elnevezésük fordításokban különbözik) teszi ki a vég nélküli háborúkban.
Az anyagi világ (a „matérium”), a Tejút galaxis, melynek nagy része a Birodalom irányítása alatt áll, de számos más faj létezik, részben a hagyományos fantasy világra építve: az orkok egy barbár humanoid (emberszerű) zöld bőrű fél fungoid faj; az eldák elegánsak és rejtélyesek, egy ősi összeomlott civilizáció túlélői, a tündékhez hasonlíthatóak; a tauk; a necronok és a tyranidák egy galaxison kívüli sáskarajként mindent felemésztő biológiailag tervezett faj. A törpökre emlékeztetnek még a zömikek, de ők az emberi faj egy alágaként szerepelnek.
A galaxist átszelő történetet és a fénynél gyorsabb bolygóközi utazást az univerzum egy másik síkja teszi lehetővé, a hipertér, az „immatérium”. Az immatérium a Káosz birodalma, káosz-lények és a Káosz isteneinek lakhelye: Khorne (a düh, a vérontás és a háború istene), Tzeentch (a becsvágyás, a manipuláció, a változás, az illúzió, cselszövés és boszorkányság istene), Slaanesh (a gyönyör, a fájdalom, a romlottság, a gőg és a hanyatlás istene) és Nurgle (a betegségek, a romlás és az elmúlás istene). A Káosz a valós világegyetemet is állandóan fenyegeti, képes megrontani az embereket és a birodalmi katonákat, mutánsokat és démonokat megidézve. A Káoszt vonzzák az erős pszichikai képességekkel rendelkezők.

### A szembenálló felek

#### Emberiség
Az Emberiség Birodalma (Imperium) egy galaktikus birodalom, mely több millió csillagrendszert tartalmaz. A központja a Szent Terra (röviden Terra vagy Föld), a valódi Föld. Innen irányítja az Istencsászár a birodalmat és bocsátja ki az Astronomicant, egy masszív pszichikai jelzőfényt, melynek segítségével irányítják a navigátorok a hipertérben a hajókat, lehetővé téve a fénysebességnél gyorsabb utazást. A birodalom számtalan trillió polgára imádkozik az emberiség uralkodója, védője és apjaként 10 000 éve arany trónprotézisbe zárt Istencsászárhoz. Ő valaha élő ember volt, aki időszámításunk kezdete előtt 8000 évvel született, valahol a mai Anatólia területén, az emberiség összes sámánjának, táltosának, varázslójának és egyéb kiemelkedő pszihikai képességgel bíró tagjának egyetlen létezővé való egyesülésekor, de a Hórusz eretnekségként nevezett galaktikus polgárháborúban olyan komoly sérüléseket szenvedett, hogy teste és lelke trónprotézisén kívül nem tud létezni – életben tartására és az Astronomican kibocsátásra naponta több száz fiatal pszít kell feláldozni. Örökkévaló életét az emberiség szolgálatára áldozta fel, sokáig álidentitásokkal a háttérből terelgette az emberiség történelmét, míg végül a 30. Évezredben személyesen is élükre állt, a Terra egyesítése után.
Az emberiség haderejének az elitjét Űrgárdisták a gerincét pedig a Birodalmi Gárda (Imperial Guard) alkotja. A Gárda sokkal több katonával rendelkezik, azonban egyes harcosai nem olyan kiemelkedő képességűek. Erősebben támaszkodnak járműveikre is (páncélosok, tüzérség). A Birodalmi Gárda különleges tagjai a komisszárok. Leginkább a Szovjetunió politikai tisztjeire emlékeztetnek, szerepük a morál és Birodalom iránti elkötelezettség fenntartása . Több regényben is úgy jelennek meg, mint akiknek korlátlan jogkörük van az alakulatuk sorkatonáinak és tisztjeinek ellenőrzésében, megbüntetésében (beleértve a kivégzést is).
A Birodalom további fegyveres testületei: 
- Birodalmi Flotta
- Inkvizíció (Kutatja Birodalom belső ellenségeit, a Káosz szolgáit)
- Officio Assassinorium (A Birodalom orgyilkos rendjeinek szövetsége)
- Adeptus Mechanicus (A Birodalom legjobb mérnökei, a legfejlettebb technikai eszközök gyártói és karbantartói a Marson székelnek. Hitük jelentősen eltér az emberiség standard vallásának tekintett, az Istencsászárt imádó Birodalmi Kultusztól (Imperial Cult), helyette ők a Gépek Kultuszát (Cult Mechanicus) követik. Vallásukon (noha ez soha nem volt megerősítve) érezhető a (Warhammer univerzumában ekkorra az összes többi régi emberi vallásal együtt régen elfeledett) kereszténység néminemű hatása: Hitük szerint az Univerzum legfőbb istene a "mindent tudó, mindent megértő" Gépisten, akinek kiválasztott népe az emberiség, akik számára elküldte az Omnissziá-t, az ő földi megtestesülését, aki nem más mint maga az Istencsászár, míg a harmadik fő transzcendens létező a Mozgatóerő (Motive Force) mely minden élő és gép életenergiájának forrása.
- Adeptus Arbites (a Birodalom központi rendfenntartó szerve)
- A Kriegi Halálhadtest (A Krieg bolygó a birodalomhoz és az Istencsászárhoz fanatikusan hűséges katonái, akik bolygójuk múltbéli lázadását kívánják meggyónni azzal hogy a Birodalom leghalálosabb háborúinak frontvonalain áldozzák fel magukat)

#### Káosz
A káosz a hipertérben lakozó rettenet. Az ott élő lényeket az emberek démonokként ismerik, a leghatalmasabbakat közülük pedig káoszisteneknek. Az űrgárdisták kilenc légiója Hórusz hadmester és primarcha (a Császár génmintájából teremtett 20, mintegy félisteni erővel és hatalommal bíró ember egyike), a Császár legkedvesebb fia vezetésével csatlakozott a káoszhoz, azonban a legtöbbjük máig úgy hiszi, a Császár árulta el őket. Ellentétben az ezer hűséges rendházzal, nem csupán ezer-ezer tagot számlálnak, ugyanis az ezer fős korlátozást épp a Hórusz eretnekség miatt vezették be. A jelenleg leghatalmasabb élő káoszvezér Abaddon, aki Hórusz hadúr halála után megkaparintotta a hírhedt Hórusz Karmát, s vele együtt a sötét légiók feletti parancsnokságot. Mielőtt a Káosz fertőzése elérte volna az áruló légiókat, Horus rendházának az akkori Holdfarkasoknak volt a főkapitánya, bár egyesek azt is beszélik hogy egyenesen Hórusz hadúr klónja.

#### Eldák
Ősi nép, amely hedonizmusával, féktelen élvhajhászatával és kontrollálatlan pszihasználatával akaratlanul lerombolta saját civilizációját, minek eredményeképpen létrejött az Iszonyat Szeme, valamint Slaanesh káoszisten. Jelenleg mesterséges bolygókon, Mestervilágokon élnek, szétszóródva a Galaxisban. A legközelebb az Iszonyat Szeméhez az Ulthwe van, amely próbál elszabadulni, de évmilliókba telhet, mire biztonságos távolságra kerül a Szemtől. Másik említésre méltó Mestervilág az Iyanden, amelyet majdnem teljesen letarolt a Kraken nevű Tyranida kaptárflotta. Visszaverték ugyan a támadókat, de iszonyú árat kellett fizetniük érte – ma az Iyanden legtöbb lakója csupán Lidérc – mesterséges gépek, melyeket a halott eldák lélekkövei hajtanak.

#### Orkok
Az orkok, vagy ahogy ők hívják magukat zőődek, óókok, a skacok. Az orkok népe büdös, szeméttúró, lopkodó, agresszív, folyamatosan harcolni vágyó, nyüzsgő-makogó hordák tömkelege. Pszi-t nem képesek használni, ám a pszi-hez hasonló dolgot, a WAAAGH!!! erejét egyesek igen, akiket ezért a többiek "furaskacoknak" hívnak, ám ha a WAAAGH!!! túl nagy, ezeknek a furaskacoknak akár fel is robbanhat a feje. A WAAAGH!!! nem más, mint maga az orkok tömege. Minél több a skac, annál nagyobb a WAAAGH!!!, és minél nagyobb a WAAAGH!!!, az annál több skacot vonz oda, hogy még annál is nagyobb legyen a WAAAGH!!! és így tovább. Ezeket minden esetben a legidősebb – tehát a legerősebb, és pont ezért a legnagyobb – ork vezeti, aki a Főnök. Az ork hordák nem csak orkokat tömörítenek, hanem gretchineket avagy brunyikat is. Ezek a lények kisebbek és gyávábbak az orkoknál, így az orkok számára olyan dolgokat testesítenek meg, mint pl.: WC papír, labda, bunkósbot, csicska, lőszer avagy élelem. Hitvallásuk, hogy "A piros az jóó, mer' a piros az gyors!", tehát mindent befestenek pirosra, amivel mozognak. Az érdekesség ebben az, hogy amiben az orkok elég nagy tömegben és elég erősen hisznek, az ténylegesen valóra is válik, tehát a járműveik a valóságban is egyre gyorsabbak lesznek a piros színtől. Két istenük van: Gork és Mork. Egyikük a sebesség istene, a másikuk a dakkáé (Dakka – mikor kézbe veszünk egy géppuskát, és DAKKA-DAKKA-DAKKA!) Nincs közös megegyezés az orkok között, hogy a két isten közül melyikük a sebesség és a dakka istene, ezért rendszerint véres vallásháborúk robbannak ki a skacok között, amik több milliós áldozatokkal is járhatnak. Spórák által szaporodnak, amelyek főként a csata hevében szóródnak szét róluk, így szinte kifogyhatatlan mennyiségben fordulnak elő galaxisszerte és ha megfertőztek egy bolygót, akkor onnan kezdve gyakorlatilag kiirthatatlanok.

#### Tyranidák
Másik galaxis szülöttei. Biogenetikus technológiájuk, központi tudatuk, és megszámlálhatatlan harcosuk van. Semmilyen fémet, élettelen anyagot nem használnak, mindent növesztenek: még a fegyvereik és anyahajóik is élőlények.
Minden élő szervezetet, ami az útjukba akad, beolvasztanak a rajba, és onnantól kezdve az is a nagy Vezértudat bábja lesz. Amelyik bolygót megtámadják, annak kevés esélye van a túlélésre. Néhány kivétel a Iyanden mestervilág, valamint Macragge, az Ultramarines űrgárdista rendház otthonvilága. A tyranidák a megalkotói a génorzóknak.

#### Tau
A Tau birodalom a galaxis keleti peremvidékén gyorsan fejlődő kultúra. Ők a legfiatalabb faj a galaxisban. Hitük szerint mindenkinek a "Nagyobb Jó" (The Greater Good) érdekében kell léteznie és munkálkodnia, és ha valaki nem hajlandó erre, akkor annak pusztulnia kell. Társadalmuk távolról emlékeztet a kasztrendszerre és alapvető erősségük a fejlett technológiájuk, noha mindössze egy hatezer éve felemelkedett civilizációról beszélünk. Hajlandók más fajokkal együttműködni (zsoldosokat alkalmazni: pl. krootok), amennyiben azok hitet tesznek a Nagyobb Jó mellett. A társadalmat az éteriek (Ethereal) kasztja tartja össze. Birodalmuk elhelyezkedéséből kifolyólag többször is összetűzésbe kerültek a tyrannidákkal. Pszihasználókkal nem rendelkeznek, így immunisak a káosszal szemben és nem tudják felhasználni az immatériumot utazásra. Erre a célra a matérium és az immatérium között elhelyezkedő üres teret használják fel.

#### Nekron
A Nekron birodalom egy régen kipusztult faj maradványára épült. A faj fénykorában technológiailag fejlett, galaxis szerte elterjedt civilizáció volt. Isteneik azonban (melyek jóval fejlettebb energiából felépülő lények voltak) kijátszották hatalomvágyukat, és előbb polgárháborúba, majd pusztulásba döntötték a nekronokat: rávették őket, hogy lelkeiket biológiai testük helyett fém testekbe zárják, így válva halhatatlanná. A fémtestbe zárt lelkek azonban az eónok során elvesztették józan elméjüket és egyéniségüket, és csak mechanikusan pusztító robotokká váltak, akiket csak a minden élő elleni gyűlölet hajt. Hatalmas felszín alatti kriptákban alusszák hosszú álmukat számos bolygón a galaxisban. Elég azonban egy óvatlan felfedező, és máris felélednek, egyetlen szándéktól vezérelve: minden élő elpusztítása a bolygón.
A Nekronok a régi Nekrontyr faj "leszármazottai". A galaxisban az "Öregek" utáni legrégibb faj. A szülőbolygójuk egy erős csillag körül keringett, ami rákbetegségeket idézett elő, így meglehetősen rövid ideig éltek. Az Öregekkel való találkozásuk után irigyek lettek rájuk (az öregek átlagéletkora néhány millennium volt) és háborút indítottak ellenük. Ezzel kezdődött a háború a mennyben.
A Nekrontyr faj, hatalmas technológiájuk dacára, vesztésre állt. Ebben a kritikus időszakban fedezték fel, hogy a csillagjukban egy C'tan élt, aki a csillag energiájából táplálkozott. Készítettek neki egy Nekrodermiszt, "élő fémvázat", amibe beleköltözött, így jött az anyagi világba az első C'tan, az "Éjhozó". Az Éjhozó jobban kedvelte a Nekrontyrok életenergiáját a csillagokénál és nagy lakomába kezdett. A Nekrontyrok csak hosszas meggyőzés után tudták az Éjhozó figyelmét az Öregek felé fordítani. Az Éjhozó ízletesebbnek találta az Öregeket és beleegyezett a Nekrontyrok ajánlatába, hogy segít nekik bosszút állni az Öregeken. Később több C'tan is beszállt a küzdelembe. Az egyikük, a "Megtévesztő", rávette a Nekrontyrokat hogy zárják a lelküket Nekrodermiszbe, így elérve a halhatatlanságot. Ha egy Nekrodermisz harcos megsérült, visszateleportált a bázisra javításért. Azonban a Nekrontyrok a folyamatos javítások alatt lassan elvesztették az eszüket és a C'tan-ok harcos rabszolgáivá váltak, akik egyetlen célja uraik étvágyának a kielégítése volt. Ekkor születtek meg a Nekronok. A Nekronok majdnem az összes Öreget megölték, közben nagyjából minden életet kiirtva (ebbe még a "Rabszolgahajcsárok" is besegítettek). A C'tanok az élelmük nélkül hosszú álomba merültek a Nekronokkal együtt, várva arra, hogy a galaxis újra megteljen élettel és újrakezdhessék irtó hadjáratukat.

## Könyvek

### Inkvizítor trilógia
- Ian Watson: Inkvizítor
- Ian Watson: Harlekin
- Ian Watson: Káoszgyermek
- Ian Watson teljes warhammer 40000 univerzuma (+2 novella)
- Ian Watson: Űrgárdista (spin-off)

### Gaunt szellemei
- Dan Abnett: Első és egyetlen
- Dan Abnett: Szellemgyártó
- Dan Abnett: Nekropolisz
- Dan Abnett: A becsület őre
- Dan Abnett: A Tanith ágyúi
- Dan Abnett: Puszta acél
- Dan Abnett: Sabbat mártír
- Dan Abnett: Az áruló
- Dan Abnett: Végső parancs
- Dan Abnett: Rendíthetetlenek
- Dan Abnett: Mindhalálig
- Dan Abnett: Vértestvérek
- Dan Abnett: Megváltás

### Antológia
- Sabbat Világok

### Eisenhorn trilógia
- Dan Abnett: Xenos
- Dan Abnett: Malleus
- Dan Abnett: Hereticus

### Dawn Of War
- C.S.Goto: A háború hajnala
- C.S.Goto: Ébredés
- C.S.Goto: Vihar
- Chris Roberson: A háború hajnala II.

### The Horus Heresy
| Könyv | Szerző                                 | Cím                                                |
| ----- | -------------------------------------- | -------------------------------------------------- |
| 1     | Dan Abnett                             | Hórusz felemelkedése Elvetik az eretnekség magvait |
| 2     | Graham McNeill                         | Hamis istenek Gyökeret ver az eretnekség           |
| 3     | Ben Counter                            | Lángoló galaxis Az eretnekség hajnala              |
| 4     | James Swallow                          | Az Eisenstein útja Az eretnekség napvilágra kerül  |
| 5     | Graham McNeill                         | Fulgrim Az árulás víziója                          |
| 6     | Mitchel Scanlon                        | Angyalok eljövetele Hűség és becsület              |
| 7     | Dan Abnett                             | Légió Titkok és hazugságok                         |
| 8     | Ben Counter                            | Harc a Mélységért Testvérem, ellenségem            |
| 9     | Graham McNeill                         | Mechanicum A tudás hatalom                         |
| 10    | Nick Kyme – Lindsey Priestley (szerk.) | Az eretnekség történetei                           |
| 11    | Mike Lee                               | Bukott Angyalok Csalás és árulás                   |
| 12    | Graham McNeill                         | Ezer Fiak Minden csak por…                         |
| 13    | James Swallow                          | Nemezis Háború az árnyakban                        |
| 14    | Aaron Dembski-Bowden                   | Az első eretnek Káoszba zuhanva                    |
| 15    | Dan Abnett                             | Prospero lángokban A Farkasok elszabadulnak        |
| 16    | Christian Dunn (szerk.)                | A Sötétség Kora                                    |
| 17    | Graham McNeill                         | Kitaszított Holtak Az igazság odabent lapul        |
| 18    | Gav Thorpe                             | Elveszett Feloldozás A Terra szellemei             |
| 19    | Dan Abnett                             | Félelem nélkül A calthi csata                      |
| 20    | Christian Dunn (szerk.)                | Primarchák                                         |
| 21    | James Swallow                          | Rettegett lépés Az Angyal bukása                   |
| 22    | Christian Dunn – Nick Kyme (szerk.)    | Az árulás árnyai                                   |
| 23    | Graham McNeill                         | Angelus Hés vas                                    |
| 24    | Aaron Dembski-Bowden                   | Az áruló Vért a vér istenének                      |
| 25    | Laurie Goulding (szerk.)               | Calth jele                                         |
| 26    | Nick Kyme                              | Vulkan él Az Üllőre!                               |
| 27    | Dan Abnett                             | Elfeledett birodalom Fény az éjszakában            |
| 28    | Chris Wraight                          | Hegek Kettészakadt Légió                           |
| 29    | Graham McNeill                         | Bosszúálló szellem A molech-i csata                |
| 30    | David Annandale                        | Pythos végzete Az elvékonyodó fátyol               |

## Számítógépes játékok

### Warhammer 40 000: Dawn of War(2004)
Kiegészítők
- Winter Assault
- Dark Crusade
- Soulstorm

### Warhammer 40 000: Dawn of War 2(2009)
Kiegészítők
- Warhammer 40 000: Dawn of War 2 Chaos Rising
- Warhammer 40 000: Dawn of War 2 Retribution

- Warhammer 40 000: Space Marine (TPS)(2011)
- Warhammer 40 000: Fire Warrior (FPS) (2003)

### Total war Warhammer
- Warhammer 40 000: Eternal Crusade (2016)
- Battlefleet Gothic: Armada (2016)

### Angol
- Games Workshop hivatalos angol oldala